# Phare de Kapelludden
Le phare de Kapelludden (en suédois : Kapelluddens fyr) est un phare situé  à Bredsättra sur l'île d'Öland, appartenant à la commune de Borgholm, dans le comté de Kalmar (Suède).
Le phare de Kapelludden est inscrit au répertoire des sites et monuments historiques par la Direction nationale du patrimoine de Suède  depuis 2008.

## Histoire
Le phare, conçu par l'architecte Albert Theodor Gellerstedt, a été érigé en 1872 près des ruines de la chapelle Sainte-Brigitte, sur la côte est de l'île d'Öland.
Construit dans l'atelier mécanique d'Helsingborg le phare a été transporté sur son lieu actuel.Il a été électrifié en 1942 et il a été  rééquipé d'une lentille de Fresnel de 3e ordre en 1967.
Il a été doté de personnel jusqu'en 1967, date à laquelle il a été automatisé.

## Description
Le phare  est une tour circulaire métallique à haubans de 31,8 mètres de haut, avec une galerie et une lanterne. Le phare est peint en rouge et le dôme de la lanterne est gris. Il émet, à une hauteur focale de 29,7 mètres, un long éclat blanc toutes les 10 secondes. Sa portée nominale est de  12,5 milles nautiques (environ 23 km).
Identifiant : ARLHS : SWE-211 ; SV-5498 - Amirauté : C7270 - NGA : 7740.

## Caractéristique dufeu maritime
Fréquence : 10 secondes (W)
- Lumière : 2 secondes
- Obscurité : 8 secondes

|                        |
| Le phare et les ruines |

|          |
| Le phare |

### Lien connexe
- Liste des phares de Suède